# Tipula (Lunatipula) canariensis
Tipula (Lunatipula) canariensis is een tweevleugelige uit de familie langpootmuggen (Tipulidae). De soort komt voor in het Palearctisch gebied.